# Kultura Črne gore
Kultura Črne gore, države v jugovzhodni Evropi, se najprej sklicuje na opazne kulturne prakse njenih prebivalcev (650.000, ocena 2017).
Kultura današnje Črne gore je tako pluralistična in raznolika, kot nakazujeta njena zgodovina in geografska lega. Kultura Črne gore ima vplive antične Grčije, starega Rima, krščanstva, islama, bizantinskega cesarstva, prvega bolgarskega cesarstva, srbskega cesarstva, Otomanskega cesarstva, republike Benetk, Avstro-Ogrske in Jugoslavije.